# Château de Framlingham
Le château de Framlingham est situé dans le bourg du même nom dans le comté du Suffolk, en Angleterre.
À l'origine, il s'agissait d'un château normand avec ou sans motte castrale, construit en 1148 sur le site de Framlingham, mais il fut détruit par Henri II d'Angleterre à la suite de la révolte de 1173-1174.
Roger Bigot, alors comte de Norfolk, en construisit un autre pour le remplacer mais sa structure était peu commune pour l'époque : au lieu du traditionnel donjon placé au milieu, on trouvait une courtine reliant treize tours murales utilisées pour défendre la partie centrale du château. Mais malgré cela, le roi Jean d'Angleterre réussit à prendre le château en 1216 après un siège de courte durée. À la fin du XIIIe siècle, le château de Framlingham était devenu un endroit luxueux, entouré d'un vaste parc dans lequel on faisait venir de nombreux daims pour ensuite y faire des parties de chasse.
Aux XVe et XVIe siècles, le château de Framlingham était au cœur des propriétés que possédaient les puissantes familles De Montbray et Howard. Deux lacs artificiels furent construits autour du château qui fut lui-même agrandi en brique, un matériau très chic pour l'époque. Devant subvenir aux besoins de ces grandes et riches familles, le château achetait des provisions dans toute l'Angleterre et des marchandises de luxe en provenance des marchés internationaux.
À l'intérieur du château, on construisit de vastes jardins d'agrément et, les parties anciennes furent redessinées afin de permettre aux visiteurs d'apprécier de nouvelles vues. Cependant, à la fin du XVIe siècle, le château tomba en ruines et, à la suite des difficultés financières que connut Theophilus, le dernier propriétaire de la dynastie Howard, il fut vendu, tout comme les divers domaines situés autour.
En 1636, un geste philanthropique fut accompli, il se traduisit par la donation du château de Framlingham au Pembroke College. En conséquence, les bâtiments internes furent démolis afin de permettre la construction d'une maison-Dieu à l'intérieur du site. Le château fut utilisé à ces fins jusqu'à la fermeture de cette structure en 1839; il servit par la suite de lieu d'entraînement militaire et de County Court (en). En 1913, Pembroke College en fit don au commissariat des travaux (en).
Pendant la Seconde Guerre mondiale, le château de Framlingham fut utilisé par l'armée britannique comme l'un des moyens de défense régionaux contre une éventuelle invasion allemande. Aujourd'hui, il est classé Grade I, il appartient à l'English Heritage qui le gère comme une attraction touristique.

## Histoire

### XIeetXIIesiècles
La population de Framlingham, dans le Suffolk, augmenta brusquement après la conquête normande de l'Angleterre, lorsque le village se transforma en une petite ville d'au moins 600 habitants, entourée de terres de valeur et située dans l'une des parties les plus prospères du pays.
Le propriétaire de cette région était le puissant Hugues d'Avranches, comte de Chester, qui la céda à son tour à Roger Bigot, alors shérif du Suffolk. Un château avec ou sans motte castrale fut d'abord construit au XIe siècle ou au début du XIIe siècle dans la partie nord de la Cour Intérieure du château actuel. Bien que le premier document faisant allusion au château de Framlingham apparut en 1148, des doutes subsistent quant à la date réelle de sa construction et trois options possibles ont été suggérées par des universitaires. La première d'entre elles indique que le château a été construit par Roger Bigot à la fin du XIe siècle ou aux environs des années 1100, en même temps que fut bâti le château de Bigot dans la petite ville d'Eye située tout près.
Une deuxième théorie avance que le fils de Roger, Hugues Bigot, le construisit pendant la guerre civile anglaise dans les années 1140 sur le site même où se tenait un manoir; le château ressemblerait alors à la fortification construite par Bigot dans la ville de Bungay. Une troisième possibilité est qu'il y aurait en fait deux châteaux: le premier ayant été construit à la fin du XIe siècle pour être ensuite démoli par Hugues Bigot dans les années 1160 afin de pouvoir en ériger un plus récent et plus grand.
L'historien Magnus Alexander émet l'hypothèse que le château aurait été bâti sur des bâtiments anglo-saxons de haut prestige qui existaient déjà, une pratique courante dans d'autres lieux de l'East Anglia, faisant peut-être écho au règlement en vigueur dans le village de Castle Acre; cette hypothèse serait fort probable si l'on fixait la construction du château au XIe siècle.
À la fin du XIIe siècle, le Suffolk était sous la domination de la famille Bigot qui avait obtenu le titre de Comte de Norfolk et qui possédait le château de Framlingham et trois autres d'une importance considérable: celui de Bungay, de Walton (en) et de Thetford (en).

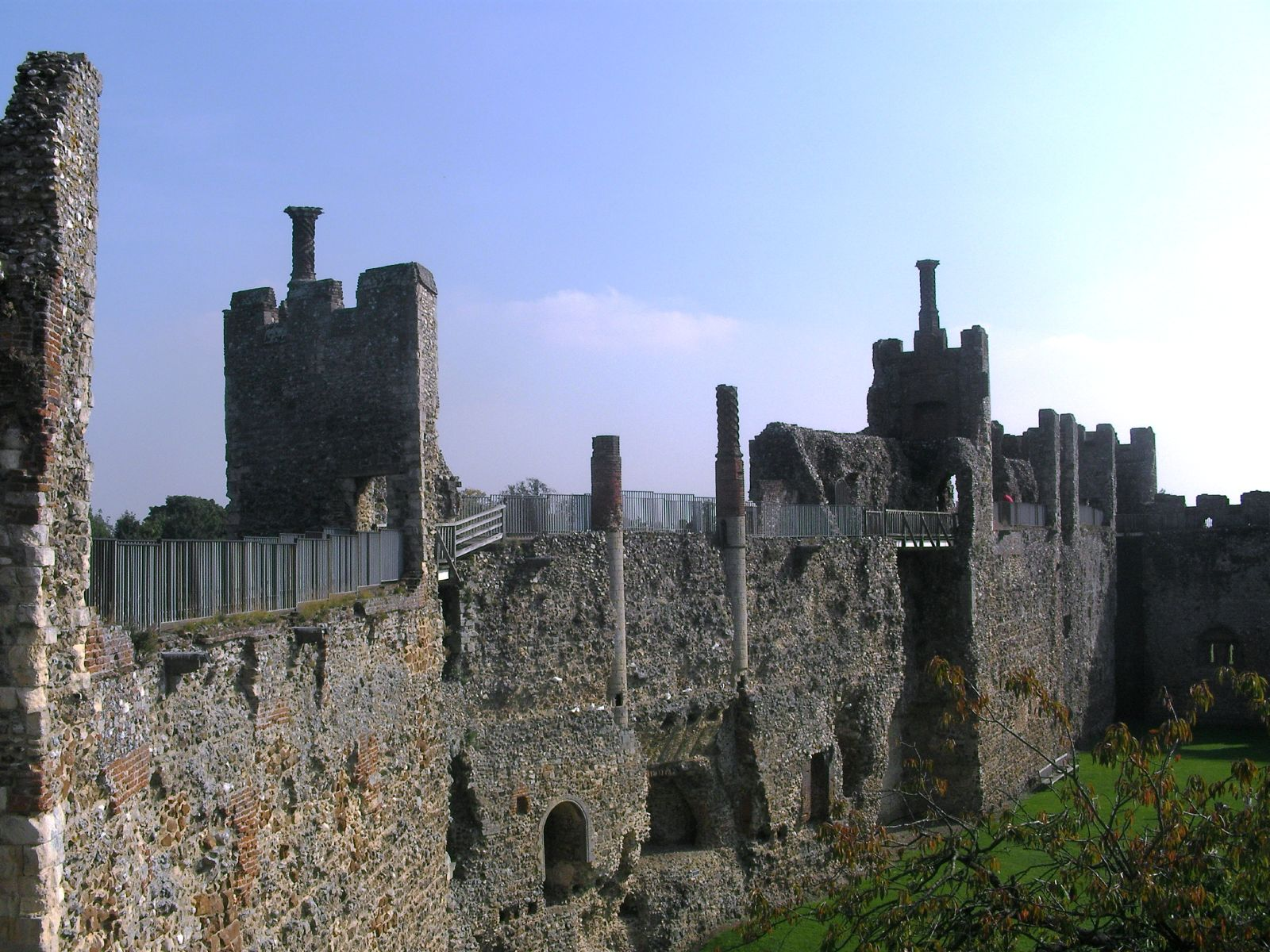
Les murs du château

Les premiers bâtiments en pierre, dont la première grande salle, furent construits à l'intérieur du château au cours des années 1160. Cependant, à cette période, des tensions persistaient entre la Couronne et la famille Bigot. Hugues Bigot faisait partie du groupe rassemblant les barons dissidents pendant la guerre civile anglaise sous le règne du roi Étienne d'Angleterre et, lorsque Henri II arriva au pouvoir, il tenta de rétablir l'influence royale à travers la région. Parmi les mesures prises pour y parvenir, Henri II déposséda Hughes en 1157 des quatre châteaux appartenant à la famille Bigot mais rendit le château de Framlingham ainsi que celui de Bungay en 1165 contre le paiement d'une amende importante dont le montant s'élevait à 666 livres.
Hughes rejoignit ensuite la révolte de 1173-1174. La tentative visant à renverser Henri II échoua et, en guise de punition, le roi ordonna la destruction de plusieurs châteaux appartenant à la famille Bigot dont celui de Framlingham. Entre 1174 et 1176, Alnoth, l'ingénieur du roi, détruisit les fortifications de Framlingham et remplit les douves, bien qu'au contraire, les bâtiments intérieurs en pierres furent probablement consolidés. Le fils de Hughes, Roger Bigot, ne jouissait pas des bonnes grâces de Henri qui au départ avait refusé de lui accorder le titre de comte ainsi que des propriétés comme celle de Framingham. Roger obtint à nouveau la faveur du roi lorsque Richard Ier succéda à la couronne en 1189. Roger décida alors de construire un nouveau château sur le site de Framlingham - les travaux furent menés à bien relativement rapidement et, en 1213, le château était certainement terminé.
Le nouveau château était constitué de la cour intérieure, défendue par treize tours murales; d'une cour inférieure adjacente composée de murs de pierre et de tours de plus petite taille et d'un mur d'enceinte en bois plus grand, utilisé comme moyen de défense. À cette époque, un système de garde était en place au château de Framlingham, selon lequel des terres étaient octroyées aux seigneurs locaux qui fournissaient en échange des chevaliers ou des soldats pour garder le château.

### XIIIesiècle
Ce fut en 1215 que commença la Première Guerre des barons opposant le roi Jean d'Angleterre à une faction de barons rebelles qui n'approuvaient pas son régime. Après avoir exprimé son désaccord sur les exigences du roi Jean concernant l'enrôlement des troupes, Roger Bigot devint l'un de ses principaux opposants. Les troupes royales pillèrent les propriétés situées aux alentours et l'armée du roi Jean arriva le 12 mars, suivie du roi lui-même le jour d'après. Le 14, après que le roi Jean ait donné son accord, des messages en provenance du château furent envoyés à Roger qui, influencé par le sort que connut le château de Rochester l'année précédente, donna son accord pour que la garnison composée de 26 chevaliers, 20 sergents, 7 tireurs à l'arbalète et un prêtre se rendent sans opposition. Les forces du roi Jean continuèrent leur avancée dans l'Essex et il semblerait que Roger ait récupéré son château et que son petit fils, un autre Roger, en hérita en 1225.

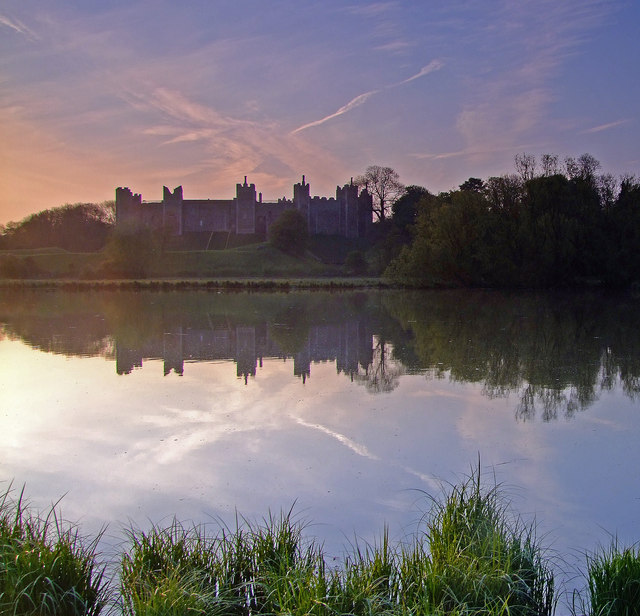
Le château se reflétant dans un lac creusé à l'époque médiévale

Un parc pour les daims, appelé le Grand Parc, fut créé autour du château. Sa date de création est fixée en 1270 bien que remontant peut-être à quelque temps auparavant. La superficie de ce Grand Parc était de 243 hectares (600 acres), s'étendant sur 3 km au nord du château. Les douves et les talus qui définissaient les limites de ce parc étaient très caractéristiques et étaient un moyen de délimitation fréquent ailleurs en Angleterre mais très peu habituel dans le Suffolk. Une maison de gardien était construite à l'intérieur de ce parc et plus tard, on créa autour un jardin pour les loisirs. Tout comme les autres parcs de cette époque, le Grand Parc n'était pas seulement utilisé pour la chasse mais il était aussi exploité pour les plus larges ressources qu'il possédait : il est par exemple noté que l'on y carbonisait du bois pour obtenir du charbon en 1385. Quatre autres parcs plus petits se trouvaient également à proximité du château, élargissant ainsi les terrains de chasse formant une longue ceinture de terres délimitées s'étendant d'est en ouest.
En 1270, Roger Bigot, alors 5e comte, reçut le château en héritage et y entreprit d'importantes rénovations, alors que lui-même avait un mode de vie très luxueux. Bien que toujours extrêmement riche, la famille Bigot devait maintenant emprunter des sommes de plus en plus importantes d'abord à la communauté juive de Bungay, puis, à la suite de l'expulsion des juifs, aux marchands italiens. À la fin du siècle, Roger devait également beaucoup d'argent au roi Édouard Ier. Par conséquent, Roger prit la tête du groupe de barons s'opposant aux exigences d'Édouard Ier qui réclamait davantage d'impôts et de soutien pour les guerres qu'il menait contre la France. La réaction du roi Édouard fut de saisir les terres de Roger et de les lui rendre à la seule condition qu'à sa mort, ce soit la Couronne qui en bénéficie. Roger donna son accord et, à sa mort en 1306, le château de Framlingham devint propriété de la Couronne.
À la fin du XIIIe siècle, le château était doté d'une grande prison qui avait probablement été construite dans le coin nord-ouest de la cour inférieure et qui était dominé par la Tour de la Prison. Parmi les prisonniers incarcérés à la période médiévale se trouvaient des braconniers locaux, puis au XVe siècle, des dissidents religieux dont des sympathisants du mouvement conduit par les Lollards.

### XIVesiècle
Édouard II fit don du château à son demi-frère Thomas de Brotherton, comte de Norfolk. Des archives montrent qu'à cette époque, le château de Framlingham n'était que partiellement meublé, bien que l'on ne sache pas vraiment si c'était parce qu'il était peu utilisé ou parce que le propriétaire, lorsqu'il déménageait, emmenait le mobilier dans son nouveau château, ou peut-être était-ce encore parce que le château était en cours d'ameublement.
Cependant, le château et ses dépendances continuèrent de prospérer et, à la mort de Thomas en 1138, ce fut tout d'abord sa veuve Mary qui en hérita, puis la famille Ufford en 1362. C'était William d'Ufford, comte de Suffolk, qui dirigeait le château pendant la Révolte des paysans de 1381 et, ce fut aux environs de Framlingham que l'essentiel de cette révolte se produisit. Après la famille Ufford, ce fut d'abord Marguerite de Brotherton, la prétendue « comtesse Marshall », qui devint propriétaire du château, puis ce fut au tour de Thomas de Mowbray, duc de Norfolk. C'est du château de Framlingham que la famille de Mowbray semble avoir principalement exercé son autorité pendant une grande partie du XVe siècle.
Abritant jusqu'à 83 personnes en même temps, le château joua à cette époque un rôle majeur dans l'économie environnante. De grandes quantités de nourriture et de boissons étaient achetées pour subvenir aux besoins des gens qui vivaient dans ce lieu. En 1385-1386 par exemple, plus de 1 000 livres furent dépensées sur une durée de douze mois pour l'achat de 129 870 litres d'ale et 70 321 pains. Au XIVe siècle, par l'intermédiaire de marchands basés à Londres, le château achetait des marchandises dans toute l'Europe de l'Ouest, dont du vin en provenance de la France et du chevreuil, chassé dans des parcs lointains du Northamptonshire. On faisait même venir des épices d'Extrême-Orient. Le château achetait également des marchandises, comme du sel, à la Foire de Stourbridge (en) dans la ville de Cambridge située à proximité et, à cette époque là, cette foire était l'un des événements économiques majeurs en Europe.

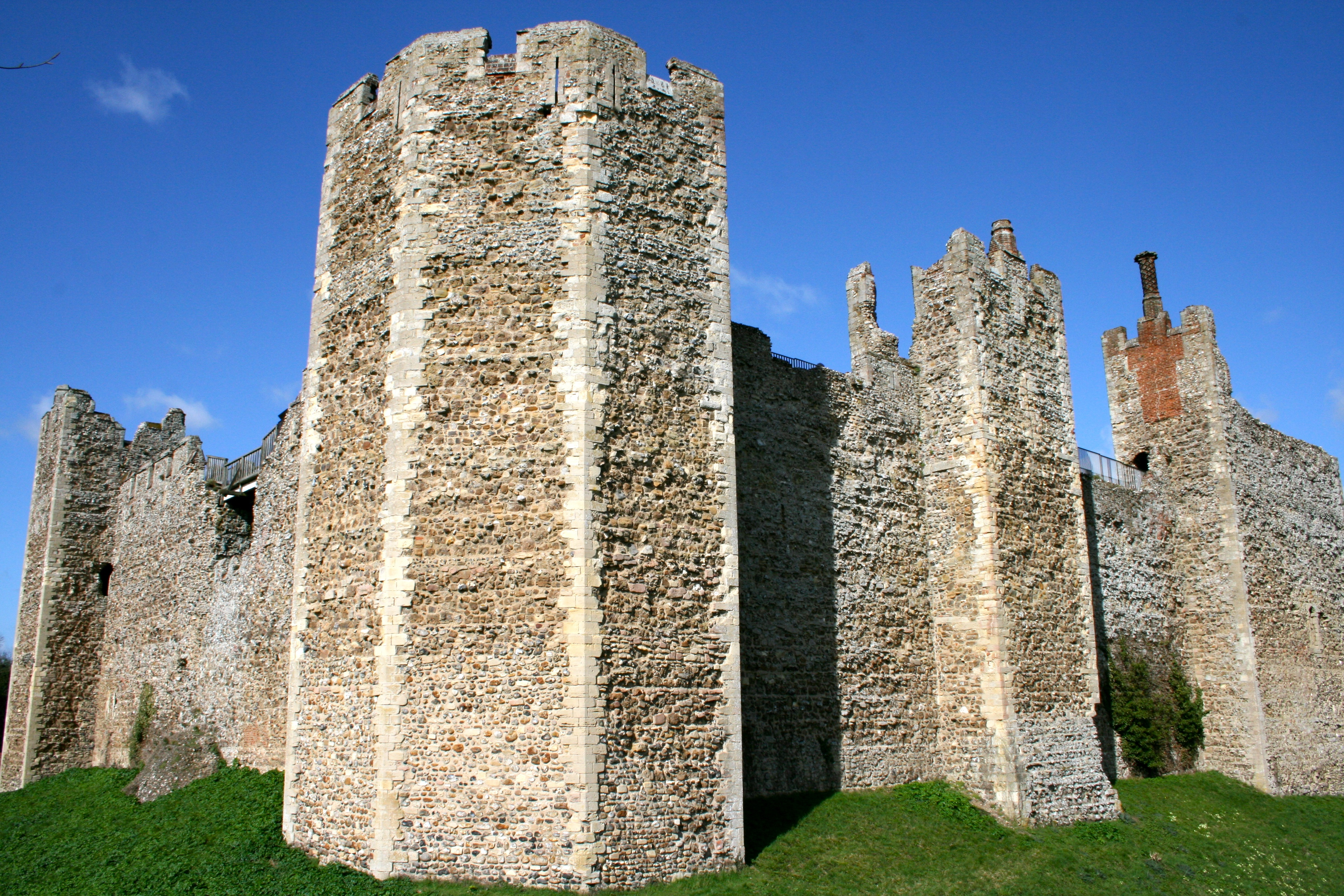
Les murs du XIIe siècle

Une partie de ces frais étaient couverts par le manoir attaché au château, une propriété appartenant à la Couronne qui était composée de 168 hectares (420 acres) de terres et qui nécessitait 5 000 jours de travail effectué par des serfs soumis au système féodal. À la fin du XIIe siècle, on planta des vignes au château et, à la fin du XIVe siècle, on construisit à l'intérieur une boulangerie et un moulin actionné par un cheval. Les manoirs situés aux alentours approvisionnaient également le château qui, en douze mois, de 1275 à 1276, reçut de l'ensemble de la région la somme de 434 livres.
On créa le long du château deux grands lacs en endiguant un ruisseau local. Le lac situé au sud, encore visible aujourd'hui, trouvait ses origines dans un lac naturel plus petit; une fois endigué, il couvrait 9,4 hectares (23 acres). On trouvait sur ce lac une île sur laquelle était construit un colombier. On utilisait ces lacs pour la pêche, pour les promenades en bateau et, l'attrait esthétique qu'ils suscitaient n'était pas négligeable. Des doutes subsistent quant à la date exacte de la formation initiale de ces lacs. Une théorie avance qu'ils ont été formés au début de XIIIe siècle, bien que ce ne fut que dans les années 1380 au moins qu'un document attestant de leur existence apparut. Une autre théorie suggère que leur création remonte à la première partie du XIVe siècle, environ à la même époque où fut construite la cour inférieure. Une troisième hypothèse indique que c'était la famille Howard qui avait présenté l'idée de former des lacs à la fin du XVe siècle comme un projet faisant partie intégrante de leur volonté de moderniser le château.

### XVeetXVIesiècles
En 1476, le château revint à John Howard, Ier duc de Norfolk, qui fut probablement à l'initiative d'une succession d'actions destinées à embellir le château pendant le règne des Tudor. La famille Howard modernisa considérablement le château; des parties de ce dernier furent rénovées en utilisant de la brique, un matériau chic pour l'époque; des cheminées décoratives furent ajoutées; la taille des remparts fut réduite afin d'exagérer la hauteur apparente des murs, et le blason de la famille Howard fut ajouté sur le corps de garde. La Grande Chambre fut probablement construite à cette époque à travers la Cour Intérieure, reliant la Grande Salle à la chapelle et aux chambres situées sur la façade est du château et, en 1524, on comptait au moins 29 différentes pièces dans le château.
Le pont-levis, situé à l'extérieur du corps de garde, fut remplacé entre 1524 et 1547 par le pont permanent actuel et, à cette époque, on fit construire une structure défensive en pierre et en forme de demi-lune destinée à le défendre. Au XVIe siècle, un jardin d'agrément fut construit dans la cour inférieure, on pouvait y voir plusieurs mares décoratives et des passages en terrasses destinés aux piétons. Ce jardin était aussi probablement doté d'arbres fruitiers, d'herbes aromatiques et de fontaines. Un autre jardin d'agrément vit le jour à l'intérieur du mur d'enceinte et, pour y accéder directement depuis la cour intérieure, on construisit un second pont permettant de passer au-dessus des douves. La tour de la Prison fut redessinée afin de servir de galerie pour les nouveaux jardins à la française situés juste au-dessous.

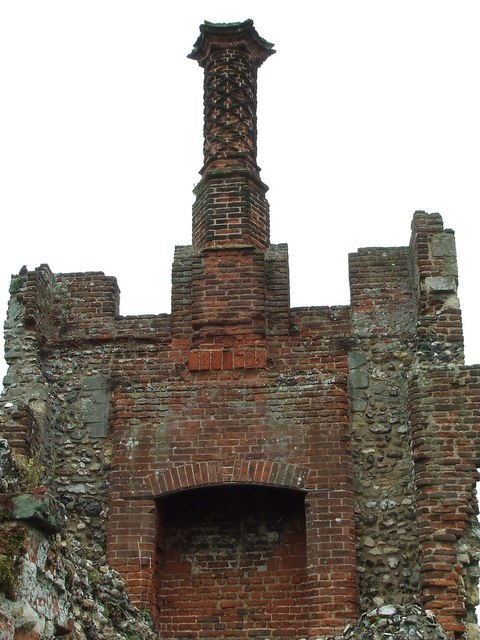
Une cheminée en brique

Pendant la guerre des Deux-Roses au XVe siècle, on assista à des combats prolongés entre les Lancastre et les York pour obtenir le contrôle du trône anglais. John Howard, un sympathisant de la maison d'York, fut tué lors de la bataille de Bosworth en 1485 et par la suite, son fils Thomas, IIe duc de Norfolk, fut victime d'un décret de confiscation de biens et de mort civile, perdant ainsi tout comme ses héritiers ses droits à la propriété et ses titres. On l'envoya à la Tour de Londres.
À la suite de sa victoire lors de la bataille de Bosworth, le lancastre Henri VII céda le château de Framlingham à John de Vere, mais Thomas finit par jouir à nouveau des bonnes grâces d'Henri VIII après s'être battu à la bataille de Flodden Field en 1513. Le château de Framlingham revint à Thomas et le duc y passa sa retraite; au château, il orna sa table en y déposant de l'argenterie en or et en argent qu'il avait prise aux Écossais à Flodden. Beaucoup d'argent était dépensé pour la décoration et le style du château était à cette époque somptueux, on pouvait par exemple voir des tapisseries, du velours et de l'argent à l'intérieur de la chapelle et de la literie luxueuse. Une centaine d'armures complètes étaient conservées dans le château et les écuries abritaient plus de trente chevaux.
Le 3e duc de Norfolk, qui s'appelait également Thomas, utilisa beaucoup moins le château, choisissant de résider principalement dans le village de Stoke-by-Nayland puis dans celui de Kenninghall. Thomas fut lui aussi victime du décret de confiscation de biens et de mort civile pour avoir soutenu Marie Ire dans sa revendication pour accéder au trône; Henri VIII mourut le jour précédant la date à laquelle Thomas devait être exécuté à la Tour, et son successeur, Édouard VI, le demi-frère de Marie, lui accorda un sursis mais le garda dans la tour, donnant le château de Framlingham à Marie. Lorsque Marie s'empara du pouvoir en 1553, elle réunit ses forces au château de Framlingham avant de marcher sur Londres avec succès. Marie rendit à Thomas sa liberté en récompense de sa loyauté, mais il se retira à Kenninghall plutôt qu'à Framlingham. Le château fut loué à bail mais lorsque le 4e duc, un autre Thomas, fut exécuté pour trahison par Élisabeth Ire en 1572, le château revint à nouveau à la Couronne.
À partir des années 1540, les réparations effectuées au château semblent avoir été minimes, et, lorsque Marie quitta le château, il déclina rapidement. Une enquête datant de 1589 soulignait que la maçonnerie, le bois et la brique nécessitaient un rapide entretien, à un coût d'environ 100 livres. En 1580, on fit disparaître les limites du Grand Parc qui ne devint plus qu'un simple champ. Alors que les lois religieuses contre les catholiques étaient de plus en plus nombreuses, le château fut utilisé à partir des années 1580 comme prison; en 1600, la prison du château contenait 40 prisonniers, des prêtres appartenant à l'Église Catholique et des récusants.

### XVIIeauXXIesiècle
En 1613, Jacques Ier d'Angleterre rendit le château à Thomas Howard, mais le château était alors dans un tel état de ruines que ce dernier choisit à la place de vivre dans un manoir portant le nom de Audley End House. Le fils de Thomas, Theophilus Howard, lourdement endetté, vendit le château, le domaine et l'ancien Grand Parc pour 14 000 livres à Sir Robert Hitcham en 1635. Comme ce fut le cas pour plusieurs autres parcs existants, comme celui d'Eye, de Kelsale et d'Hunton, le Grand Parc fut divisé afin de créer des domaines distincts. Sir Robert Hitcham mourut l'année qui suivit, laissant le château et le manoir au Pembroke College, situé à Cambridge, à la condition que ce dernier détruise les bâtiments à l'intérieur du château pour construire à la place une maison-Dieu, s'appuyant ainsi sur un système de Lois pour les Pauvres récemment votées au Parlement.

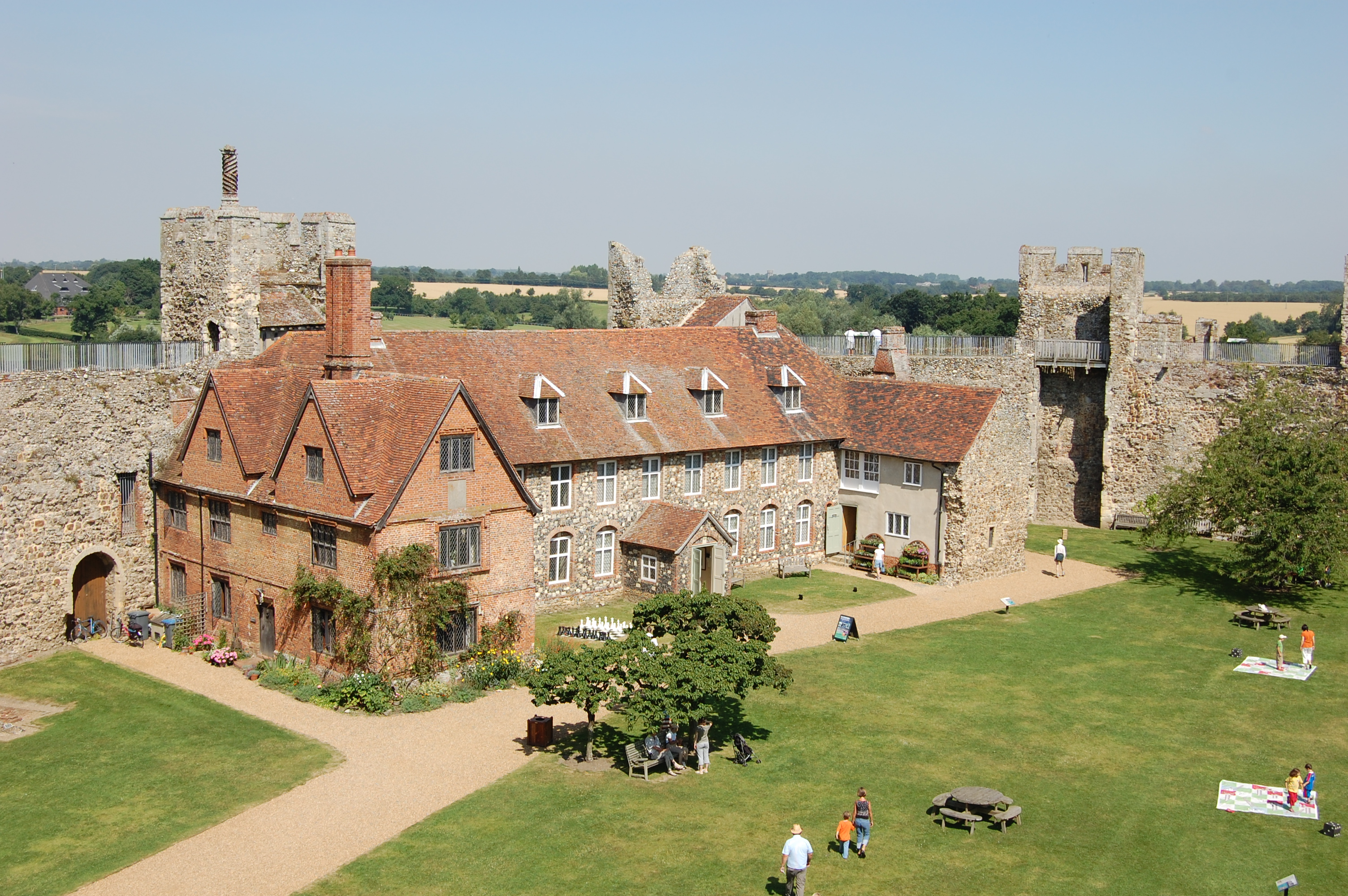
La maison-Dieu

À la suite de l'effondrement de l'autorité détenue jusqu'alors par la famille Howard, ce fut au XVIIe siècle une oligarchie de la gentry protestante qui prit le contrôle du comté de Suffolk qui ne joua aucun rôle majeur lors de la Première Révolution anglaise qui eut lieu entre 1642 et 1646. Le château de Framlingham échappa à la destruction subie par beaucoup d'autres châteaux anglais à peu près à cette même époque. Pendant ce temps, à la suite d'embrouilles, le legs de Sir Robert Hitcham traîna dans les tribunaux et, les travaux concernant la maison-Dieu ne commencèrent pas avant la fin des années 1650, époque à laquelle les bâtiments internes du château furent démolis par blocs de pierre destinés à la revente; ce fut selon ce principe que la chapelle fut détruite en 1657.
À Framlingham, on finit par construire la première maison-Dieu, la "Maison Rouge", que l'on utilisa pour loger les familles dans le besoin; cet établissement s'avéra peu satisfaisant et, à cause de la mauvaise gestion de ses fonds, on le ferma et on l'utilisa à la place comme un pub. Ce fut environ à cette époque que l'on cessa d'entretenir les lacs et, une grande partie de cette zone fut à nouveau transformée en prairie. En 1699, on fit une nouvelle tentative pour ouvrir une maison-Dieu à cet endroit, avec pour conséquence la destruction de la Grande Chambre en l'an 1700 environ. Cet établissement fut lui aussi voué à l'échec et, en 1729, on fit un troisième essai - la Grande Salle fut démolie et à sa place, on construisit la maison-Dieu actuelle.
L'opposition au système de Lois pour les Pauvres devenant de plus en plus importante, on vota en 1834 de nouvelles lois afin de réformer le système; au château, on ferma la maison-Dieu en 1839 et, on transféra les habitants dans le workhouse situé dans le village de Wickham Market.
Le château continua de remplir plusieurs autres fonctions locales. Lorsque la peste noire fit son apparition en 1666, on utilisa le château comme lieu d'isolement pour les patients ayant contracté la maladie et, pendant les guerres napoléoniennes, le régiment local des soldats volontaires de Framlingham y déposa son matériel et ses réserves. À la suite de la fermeture de la maison-Dieu, le château servit alors de lieu d'entraînement militaire et de county court mais c'était aussi à cet endroit que se trouvait la prison communale locale et que se pratiquait le carcan.
En 1913, le Parlement vota l'Ancient Monuments Consolidation and Amendment Act 1913 (en) et Pembroke College saisit l'occasion de faire don du château de Framlingham au Commissariat des Travaux (en). La forme actuelle de la cour intérieure autrefois onduleuse résulte d'une opération de nivelage faisant partie des travaux d'entretien entrepris par ce Commissariat.
Pendant la Seconde Guerre mondiale, le site de Framlingham était un lieu défensif important pour les forces britanniques; on construisit près du château au moins une casemate en béton suivant le plan prévu pour contrer une quelconque invasion allemande, on érigea des huttes préfabriquées et on créa un parc de stationnement pour les camions dans la cour intérieure.
Aujourd'hui, le château de Framlingham dont le propriétaire est l'English Heritage, est un monument historique classé de grade I. Il est géré comme une attraction touristique et, on peut trouver à l'intérieur le Musée Lanman retraçant l'Histoire locale. C'est le collège de Framlingham qui est le propriétaire du lac situé au château mais c'est le Suffolk Wildlife Trust (en) qui le gère.

## Architecture
Le château de Framlingham est situé sur un promontoire dominant la rivière Ore (en). Il est aujourd'hui constitué de trois parties distinctes, la cour intérieure, le mur d'enceinte et la cour inférieure. Il est entouré du lac, qui existe toujours, et de terres cultivées.
Le mur d'enceinte se trouve au sud de la cour intérieure, elle-même entourée d'un mur. À l'origine, il était surmonté d'une palissade en bois et de fortifications de terre, seules ces dernières survécurent. Ce mur d'enceinte pouvait se franchir par une porte située côté est et, à l'intérieur se trouvait une rangée de bâtiments dont probablement une chambre de sergent, une autre pour les chevaliers, la grande écurie, des granges et un grenier. Aujourd'hui, les visiteurs entrent au château en franchissant le mur d'enceinte par le côté sud, c'est à cet endroit que se trouve aussi l'actuel parc de stationnement du château.

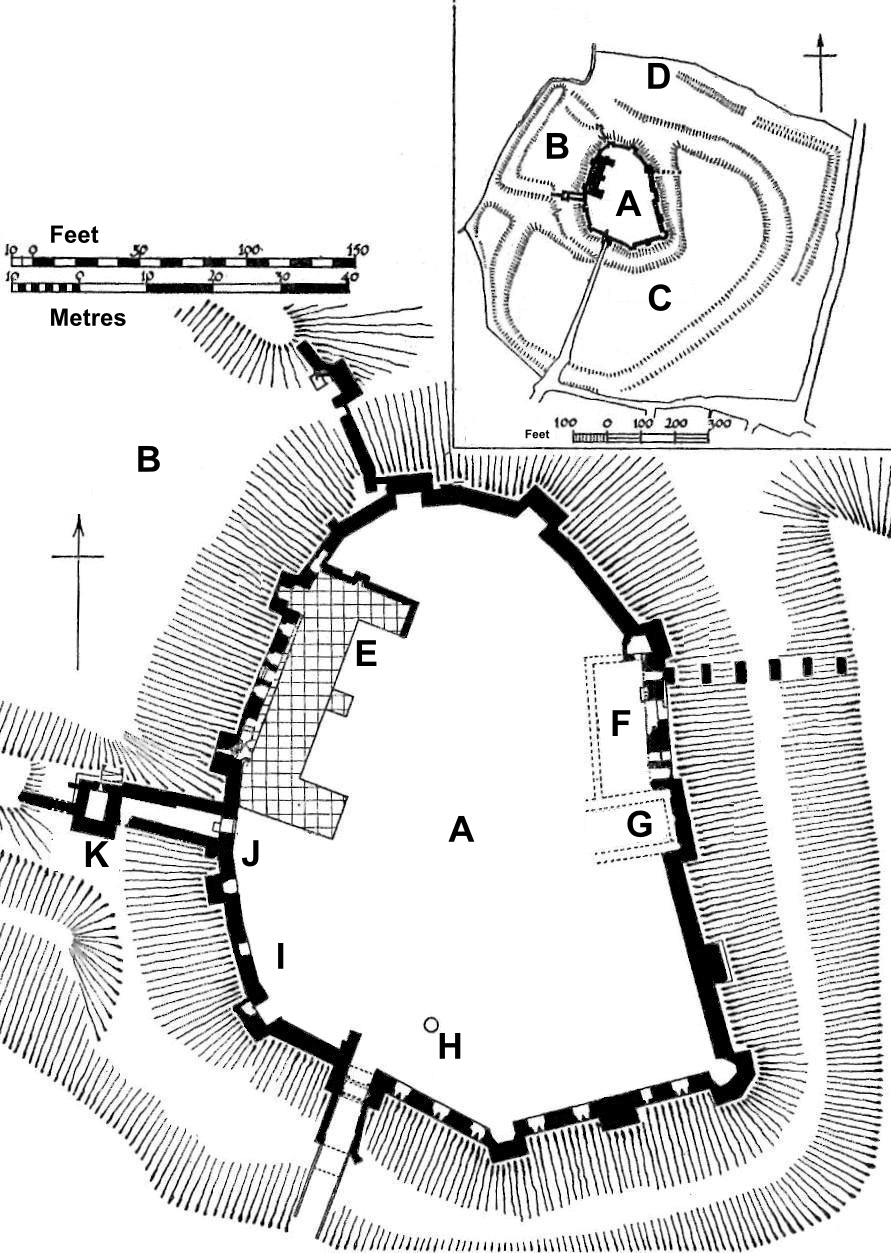
Le plan du château

La cour intérieure, ou le château, se trouve de l'autre côté du mur d'enceinte. On peut y accéder en traversant un pont datant du XVe siècle qui a remplacé l'ancien pont-levis qui se trouvait au même endroit. La tour située à l'entrée du château et permettant d'y pénétrer est d'un aspect relativement simple datant du XIIe siècle : le corps de garde, de style beaucoup plus grandiose, est une mode qui commença peu de temps après. Cependant, Thomas Howard, 2e duc de Norfolk, fit remodeler cette entrée au XVIe siècle en y ajoutant son blason et des décorations supplémentaires sur les murs. La cour intérieure est située autour d'une courtine faite de pierre de silex local et de pierre formée par concrétion. Elle fait 10,5 m de hauteur et 2,3 m d'épaisseur et est protégée par treize tours murales carrées aux fonds ouverts, chacune d'entre elles mesurant environ 14,3 m de haut et possédant des coins en grès. Un chemin de ronde permet de parcourir le sommet des tours et du mur.
À l'origine, plusieurs bâtiments étaient construits autour de la courtine. En se déplaçant dans le sens des aiguilles d'une montre, partant de l'entrée jusqu'à la cour intérieure, on peut encore distinguer sur la courtine la forme de la chapelle du château datant du XIIe siècle. À cette époque, une convention exigeait qu'une chapelle soit placée sur un axe nord-est / sud-est. Afin de respecter cela, la chapelle devait s'étendre considérablement dans la cour intérieure, on pouvait d'ailleurs voir cette même conception à White Castle, un autre château. La chapelle jouxtait l'endroit où se situait la première grande salle en pierre du château, construite en l'an 1160 environ. Aux XVe et XVIe siècles, la tour de la chapelle était également probablement utilisée comme emplacement à canon.
De l'autre côté de la cour intérieure se trouve la maison-Dieu, construite à l'emplacement où était située, au XIIe siècle, la Grande Salle. La maison-Dieu est constituée de trois ailes : la Maison Rouge datant du XVIIe siècle au sud, l'aile du milieu datant du XVIIIe siècle et l'extrémité nord dans laquelle est située une partie de ce qui était autrefois la Grande Salle. L'ensemble du bâtiment fut concerné par des travaux de rénovation au XIXe siècle. Cinq têtes du Moyen Âge, sculptées dans la pierre, sont incrustées sur les murs de la maison-Dieu. Elles proviennent de bâtiments de l'ancien château. À proximité de la maison-Dieu se trouve la poterne appelé Postern Gate conduisant à la Tour de la Prison ou Western Gate. Cette dernière est un ouvrage défensif important, elle fut redessinée au XVIe siècle pour permettre la création de fenêtres plus grandes. Au milieu de la cour intérieure, se trouve le puits du château dont la profondeur est de 30 m.
Autour de la cour intérieure, on peut voir un certain nombre de cheminées en briques gravées, datant de la période des Tudors, chacune d'entre elles ayant un style différent. Cependant, à l'exception de trois d'entre elles, elles sont purement décoratives et l'historien R. Allen Brown les décrit comme étant un élément « regrettable » pour le château d'un point de vue architectural. Deux des cheminées fonctionnelles Tudor sont formées de conduits initialement apparus au milieu du XIIe siècle ; ces deux cheminées sont de formes circulaires et sont les premières structures ainsi constituées à résister en Angleterre.
Côté ouest du château, on peut encore voir un des lacs. Au XVIe siècle, ils étaient au nombre de deux, beaucoup plus grands qu'aujourd'hui et étaient complétés par un quai situé juste à côté. Cette utilisation de l'eau afin de refléter l'image du château est un procédé utilisé dans plusieurs autres châteaux à cette époque, comme aux châteaux de Bredwardine (en) et de Ravensworth (en). À l'origine, depuis la Grande Salle qui se trouvait dans la cour intérieure, on pouvait voir les jardins de la cour inférieure qui, à cette époque, étaient entourés d'un lac et du Grand Parc situé plus loin. Aujourd'hui, la zone entourant le château reste un paysage dessiné qui n'est pas laissé à l'abandon. Bien que le Grand Parc soit maintenant recouvert de champs, le panorama donne toujours une idée sur la façon dont les derniers propriétaires du Moyen Âge devaient percevoir le château et le paysage.

## Interprétation
Les ouvrages défensifs du château de Framlingham datant du XIIe siècle ont fait l'objet de longues discussions chez les spécialistes. L'historien R. Allen Brown affirme, par exemple, qu'ils étaient relativement avancés pour l'époque et qu'ils représentaient un changement dans la façon contemporaine de considérer la défense militaire. Le château de Framlingham ne possédait par exemple pas de donjon, ce qui auparavant était une caractéristique que l'on retrouvait très fréquemment dans les châteaux anglo-saxons normands, il comptait au contraire simplement sur la courtine et les tours murales pour se défendre, rompant ainsi avec la tradition. À Framlingham, le modèle des meurtrières placées au ras du sol, était également innovant pour l'époque, permettant de pratiquer des tirs de flanquement et de bloquer l'avancée des attaquants. La façon dont les ouvrages défensifs étaient conçus ressemblait beaucoup aux structures innovantes mises en place par Henri II aux châteaux de Douvres et d'Orford.
L'architecture défensive du château comporte également diverses faiblesses. La cour intérieure est par exemple dominée par le mur d'enceinte; la partie nord de cette cour est largement exposée, alors que le positionnement des meurtrières situées dans la courtine ne protègent pas la plus grande partie du château. Les tours murales aux fonds ouverts dont la construction était à l'évidence meilleur marché que les tours fermées, ne pouvaient être facilement défendues une fois le mur franchi et, surplombant le mur que de très peu, les options qu'elles permettaient pour le tir en enfilade contre les attaquants situés près du mur étaient très minces. Ces faiblesses ont été utilisées par des historiens tel que Robert Liddiard pour affirmer que l'architecture des châteaux comme celui de Framlingham était influencée par des exigences culturelles et politiques ainsi que par un dessein purement militaire.
Si on se concentre sur l'utilisation culturelle et politique de l'architecture du château de Framlingham, l'historien D. Plowman a mis en avant une interprétation révisionniste de cette architecture à la fin du Moyen Âge. Plowman suggère que l'entrée du château était prévue à l'extrémité nord de la cour inférieure, les visiteurs traversaient alors les jardins d'agrément, pour ensuite passer la porte de la Tour de la Prison-dans cette interprétation, cette dernière étant davantage associée à une barbacane qu'à une tour- et se retrouver finalement dans la cour intérieure. Cette architecture offrait aux visiteurs ayant un statut important des vues spectaculaires du château, renforçant ainsi le prestige politique des propriétaires. L'historien Magnus Alexander conteste la réalisation de ce plan, bien qu'admettant que l'itinéraire aurait été plus commode pour se rendre dans les bois situés aux alentours pour y faire des parties de chasse.

Panorama de la cour intérieure